# Сков, Рикке
Рикке Эрхардсен Сков (дат. Rikke Erhardsen Skov, родилась 7 сентября 1980 года в Виборге) — датская гандболистка, левая полусредняя.

## Карьера
Сков выступала два года в юниорском составе клуба «Оверлунд». С 1994 года защищает цвета «Виборга», два месяца провела на правах аренды в клубе «Тим Твис Хольстебро». 10-кратная чемпионка Дании, трёхкратная победительница Лиги чемпионов, с сезона 2011/2012 является помощницей тренера в команде.
За сборную Дании сыграла 152 игры и забила 384 гола. Чемпионка Олимпийских игр 2004 года, вице-чемпионка Европы. В апреле 2016 года провела последнюю игру за сборную Дании, объявив об уходе из сборной.

## Личная жизнь
Встречалась со своей коллегой по сборной Лотте Кьярску, рассталась с ней в октябре 2011 года. Лотте воспитывает двоих детей, родившихся во время брака.

## Достижения

### Клубные
- Чемпионка Дании: 1999, 2000, 2001, 2002, 2004, 2006, 2008, 2009, 2010, 2014
- Обладательница Кубка Дании: 2003, 2006, 2007, 2008
- Победительница Кубка ЕГФ: 1999, 2004
- Победительница Лиги чемпионов ЕГФ: 2006, 2009, 2010

### В сборной
- Олимпийская чемпионка: 2004
- Вице-чемпионка Европы: 2004